# 地球公民基金會
地球公民基金會（英語：Citizen of the Earth, Taiwan），簡稱地公，是台灣的一個環境保護公民團體。

## 沿革
地球公民基金會的前身是地球公民協會，於2007年在高雄市立案，致力於台灣環境事務的公益團體，以「提昇人民環境意識並採取行動，善盡地球公民之責任。」為宗旨。2011年1月8日，地球公民協會轉型為地球公民基金會。
2010年4月底，地球公民協會理監事會作出轉型為基金會的決定；2010年6月開始募款準備轉型為基金會，截至2010年9月為止共由174位捐款人捐助新台幣500多萬元基金，並於同年11月完成立案。2011年1月，基金登記立案為財團法人。同時，地球公民協會與台灣環境行動網協會基於壯大台灣環境運動的影響力、共同創造一個有利於環境NGO工作者實踐夢想並貢獻社會的組織，進行了合併。
地球公民協會創會執行長李根政原為金門、台南、高雄國小教師，爾後投入生態保育與環保工作，並取得靜宜大學生態研究所碩士。創辦地球公民協會後，2008年李根政獲選為中央通訊社「十大潛力人物」社運環保類得獎人，曾擔任公共電視台節目《有話好說─南部開講》主持人。
2023年2月1日，李根政將執行長一職交棒給副執行長蔡中岳。後因蔡中岳涉及性騷擾案遭解聘，執行長之位由兩位副執行長暫代。

### 地球公民協會的願景與工作
地球公民協會以「減少對地球的傷害，慈悲地善待地球」為工作願景，因此，協會的英文名取為「Mercy on the Earth, Taiwan」，簡稱MET。期望此團隊能集結社會資源與人力，努力建立一個專業、有效能的非營利組織。
地球公民協會關注高雄地區都市發展、台灣的山林保育、水資源、工業污染、生活消費、動物福利等相關課題。除支援工業區污染事件受害社區外，亦追蹤並參與環境影響評估案件、倡議台灣南部自然棲地保護、舉辦環境議題營隊、舉辦議題工作坊與座談、以及發行《地球公民通訊》季刊。目前是台灣主要的環保團體之一。

### 轉型為基金會
2010年4月底，地球公民協會理監事會作出轉型為基金會的決定；2010年6月開始募款準備轉型為基金會，截至2010年9月為止共由174位捐款人捐助新台幣500多萬元基金，並於同年11月完成立案。2011年1月，基金登記立案為財團法人。2011年1月，基於壯大台灣環境運動的影響力、共同創造一個有利於環境NGO工作者實踐夢想並貢獻社會的組織，地球公民協會與台灣環境行動網協會合併為地球公民基金會。

## 議題範疇

### 守護山林國土、花東永續
地球公民持續推動森林保育與友善環境的林業，監督山坡地的不當開發；參與河川、溼地、農地的保護，關注花東的開發、守護東海岸，近年來更深度經營國土計畫與礦業改革、農地違章工廠等課題。地球公民多年來透過改變政策，減少了數萬公頃的森林損失，守護農地、海岸與溼地，也融合原住民及在地文化，從上位空間規劃與產業制度，推動台灣國土與資源的永續。

### 工業污染與產業轉型
地球公民是從高雄起家的全國性環境團體，身處於台灣最早與最大的重工業聚落，空氣污染始終居台灣之冠，2014年高雄氣爆事件，更凸顯改善工業污染與產業轉型急迫性。
多年來，促進了中油五輕關廠，反對林園三輕擴產，推動空污總量管制，減少空污季南電北送，監督台塑、日月光水污染，推動了空氣與水污染防治的環境法規的修正強化，倡議邁向循環經濟，希望打造一個健康的生活環境，永續的經濟模式。

### 氣候變遷與能源轉型
地球公民的目標是倡議邁向安全潔淨、公平性，達成零碳排目標。
地球公民在2007年9月成立後，在當年12月28日就在高雄舉辦了抗暖化遊行，2009年更發起反對大林燃煤電廠擴增的運動，成功減少二座燃煤機組。
2011年311日本福島核災後，開始投入反核運動，在2025非核家園政策確定之後，仍持續關注核電除役、核能安全與核廢料處理的問題。同時支持再生能源的發展，倡議太陽光電應以屋頂優先，地面型要進行環境與社會檢核，嚴謹的評估。

## 重要組織串連
2011年3月11日，日本福島核災後，地球公民基金會成為全台灣支持反核運的NGO組織「全國廢核行動平台」；在南部NGO組織組成的「南台灣廢核行動聯盟」的成員。
2013年7月28日，台灣民間團體為抗議馬政府與中國黑箱簽署服貿協議，組成「反黑箱服貿民主陣線」，地球公民基金會為其成員，之後更全程參與了318反服貿與占領國會運動。
2019年3月18日，台灣的學者、公民運動者共同組成台灣公民陣線，地球公民基金會執行長李根政、副執行長蔡中岳、董事邱花妹與戴興盛等成員皆以個人身份參與。

## 行動

### 反對台電大林電廠更新擴建，燃煤機組四座砍半
2007年9月地球公民協會成立，適逢台電大林電廠規劃將既有機組更新、擴建，擴建後的裝置容量為320萬瓩，比核四廠還大，燃煤量將從年均160萬噸，增加至840萬噸。若如計畫更新、擴建，粒狀汙染物及溫室氣體排放量將大幅增加。台電大林電廠位於高雄市小港區大林蒲社區的北邊，紅毛港聚落(已遷村)舊址，此地原已承受臨海工業區極大的污染，且大林電廠所排放的空污對高雄與屏東均影響甚鉅。
地球公民協會多次舉辦記者會，反對在污染已經很嚴重的高雄再興建高污染的燃煤機組，參與本案於環保署的環評審查會議，提出「污染減半、二氧化碳不增量、使用潔淨能源」等訴求。為了廣邀社會各界共同關心，地球公民協會聯繫高雄市議員吳益政等人，於2007年12月26日在高雄市議會舉辦「台電大林電廠擴建事宜」公聽會。
2009年7月，本案環評攻防兩年後，環保署在環評委員會前陸續發出三篇新聞稿，措詞強烈地譴責環保團體與地方環保局，而遭到地球公民等民間團體批評有失中央環保機關之中立角色。2009年7月28日，環評委員會的前一天，地球公民協會結合各界的力量於自由時報、蘋果日報、中國時報同步刊登廣告，共同向社會表達反對聲音、捍衛高屏環境。
2009年7月29日，本案歷經環保署環評專案小組五次會議及專家會議審查後，於第182次環評委員會決議，原台電規劃之四座燃煤機組，僅通過兩座。若與通過四座燃煤機組相較，粒狀汙染物約減少341噸/年，二氧化碳約減少800萬噸/年。

### 台塑仁武廠污染後勁溪事件，促成石化業放流水標準的制定
2007年，地球公民協會成立後就與高雄海洋科技大學持續關心後勁溪汙染問題，透過田野調查掌握後勁溪下游1,390公頃農田灌溉狀況，並向環保機關反映後勁溪持續遭受含氯有機物污染問題，但環保機關遲遲找不到元凶。
2010年3月，媒體踢爆環保署抽查台塑仁武廠地下水毒物超標30萬倍，證實台塑仁武廠就是後勁溪污染最大元凶。地球公民協會與仁武鄉親召開記者會，要求台塑仁武廠停工徹查，並與高海科大合作進行仁武廠周遭社區地下水井水質檢驗，要求環保機關防堵有毒污水外溢，保護民生與農業灌溉水質。2011年成功促使環保署制定石化業放流水標準。

### 日月光污染後勁溪事件，促成水污防治法修正
2013年10月，高雄市環保局查到日月光高雄廠將含有重金屬鎳的強酸廢水偷排到後勁溪中，危害下游1390公頃農田與養殖漁業，但依據《水污染防治法》最高僅能裁罰60萬元，引起全國廣大討論。地球公民基金會與後勁社會福利基金會、台灣電子電機資訊產業工會、高雄市產業總工會、大高雄總工會、高雄市橋頭區甲南里辦公室至後勁溪旁召開記者會，訴求日月光立即停工、薪水照給、政府嚴修水污法。後續除持續監督高雄市府與日月光的作為，並發起國際連署譴責日月光，串連全球18個國家、50個國際組織，要求Apple、SONY、台積電等企業實質審查日月光，透過產業鏈監督，要求日月光落實廢污水管理與後勁溪保護。2014年促成《水污染防治法》提高罰則與刑責，加嚴修法，日月光也擴編環安衛部門，加強空水廢毒的管理、節水節電措施與資訊公開。

### 揭露錯誤造林政策，促成獎勵造林審查要點的制定
2008年馬英九政府推出六萬公頃綠色造林的減碳政策，地球公民協會透過在花蓮和苗栗現地的調查，揭露了政府宣稱的「減碳造林」，實際的作法竟然是砍伐既有森林或部分樹木，再栽種小樹苗，並且滿山遍野噴灑殺草劑，不僅沒有減碳，反而破壞山林環境。
2009年底，地球公民協會連續二次調查和召開記者會，得到監察院的重視。經黃煌雄等委員調查後，糾正了行政院農業委員會及苗栗縣政府
。其後，林務局制定《獎勵造林審查要點》，回應了地球公民協會的主張：
1. 明訂「實施造林土地有天然次生林應于以保留，違反者不予審核（獎勵造林）」。
2. 明訂「主管機關應於核准文件中載明造林期間不得使用除草劑或其他有害環境之藥物」。
3. 明訂「實施造林之土地面積在五公頃以上者，主管機關應成立諮詢小組，辦理現勘，...諮詢小組由專家學者二人至三人、具公信力之環保團體代表二人至三人及主管機關代表一人至三共同組成。...」
4. 將「衛星影像或航空照片」列入審核的必要條件，防堵先砍樹再申請造林。

### 反高屏大湖（吉洋人工湖）反對運動
2001年，開發台灣糖業公司700公頃土地做為水庫的「吉洋人工湖」計畫案通過環保署環境影響評估，這項計畫後來更名為「高屏大湖」。該地在開發前台糖出租給農民、農企業種植毛豆及各種雜糧作物，地下水豐沛。而開發案臨緊著旗山手巾寮、里港土庫、彌力肚等社區，但在地居民幾乎完全不知情。
2003年11月，行政院院長游錫堃宣布並於2005年6月立法院通過臺灣新十大建設，其中包括了平地水庫海水淡化廠。平地水庫計畫共有四個，吉洋人工湖是其中一個。
在計畫通過後，高雄市教師會生態教育中心、屏東縣教師會生態教育中心開始在舉辦地方說明會讓居民了解開發案的內容以及可能的環境社會影響，地方組織了自救會，企圖透過一系列的地方動員影響地方民代。
2005年5月25日，立法院針對「九十四年度中央政府擴大公共投資計畫特別預算案」進行朝野協商，達成減列高屏大湖計劃經費新臺幣3.6億元的結論，刪除了開發計畫的經費。
2010年，在八八風災之後，經濟部水利署在《曾文南化烏山頭水庫治理及穩定南部地區供水特別條例》重新包裹了高屏大湖計畫。
2013年，水利署提交《高屏大湖工程計畫環境影響差異分析報告暨環境現況差異分析及對策檢討報告》，在環保署環評會進行審查。
地球公民基金會結合了地方人士、反高屏大湖自救會、美濃愛鄉協進會等社團，以及在此租用台糖農地種植毛豆的農友，發起了第二波反對運動，多次到環評會表達反對意見、舉辦記者會，遊說影響屏東縣政府、高雄市政府以及潘孟安、蘇震清、邱議瑩、田秋堇等立委表態反對開發案。環保署環評會在歷經五次專案小組、十三個月審查後，2013年3月13日環評大會以10比6票數決議退回經濟部，計畫再度暫停。
反高屏大湖運動前後歷經十年，橫跨民進黨和國民黨的執政期，使環保團體和社區形成緊密的同盟，以扭轉他們認為不當的取水開發政策與工程、保護700公頃農田。

### 推動高屏空污總量管制
2011年11月19日，地球公民基金會與多個友團於高雄舉辦「細懸浮微粒PM2.5對國人健康影響」會議，呼籲環保署應大幅削減高屏空污，啟動總量管制訂定上限。並自2012年2月起開始「高雄的天空」計畫，連續100天於臉書貼出當日天空照片並略述空品數據，召喚民眾留意空品。
2012年10月25日，地球公民基金會召開記者會，宣布推動高屏空污總量管制連署，高雄市各黨議員張豐藤、吳益政、黃石龍、蔡金晏出席簽署支持，並協助推動。該連署至2015年累積約三萬份。
2013年9月12日，地球公民召開「經濟部莫再作梗，要求空污總量管制」記者會，立委林佳龍、趙天麟，及劉建國之辦公室主任與會，承諾提案修改空污法，主張環保署不需會同經濟部即可公告實施空污總量管制。
2014年11月1日，地球公民於高雄國小發起校園升空污旗行動，倡議學校於空品不佳時升旗示警並加強防護，此後並召開記者會，公布升旗結果，要求政府盡快改善中南部空污。
2015年6月30日，環保署與經濟部公告實施高屏空污總量管制，第一期程三年，既存固定污染源不增量，並應削減5%污染量。

### 反核運動，促使核四封存
2011年3月11日，東日本震災引發海嘯，沖毀福島第一核電廠，引發七級嚴重核災，全球震撼。台灣社會察覺核電廠的危險，反核聲浪高漲，地球公民基金會也因此加入反核運動。
自2011年起，地球公民與台灣全國的反核NGO共組「全國廢核行動平台」；在南部組織「南台灣廢核行動聯盟」，每年參與主辦北部與南部反核遊行、集會、論壇等活動，2013年締造全台共22萬人上街廢核的紀錄。
2014年馬英九政府不顧社會反核聲浪，強勢主導核四廠一號機試運轉計畫，引起社會反彈。
2014年4月26日，地球公民協助全國廢核行動平台發起426反核大遊行，並於27日下午發動五萬人佔領忠孝西路行動，癱瘓台北車站前的交通，成功促使馬英九政府退讓，宣布核四封存。
此後，地球公民持續監督核電除役與核廢料處置，2015年成功阻擋核廢料境外處置預算闖關，2016~2017年，巡迴北南東離島共八地區，舉辦民間核廢論壇，開啟核廢料處置的公共對話。
2021年核四商轉公投一案，再度引起社會對核四是否續建的討論。地球公民作為全國廢核行動平台參與團體，陸續參與舉辦「齊心鞋力，反核有力—核四不同意」行動、「核四大爆走！一起來場披星戴月的逃離吧」活動及多場記者會，說服社會大眾在該案投下不同意票、拒絕核四重啟續建。時任地球公民基金會副執行長蔡中岳亦擔任反方代表，出席中選會舉辦之公投案意見發表會。
2021年12月18日，核四商轉公投一案因4,262,517票不同意票大於3,804,689票同意票，以及同意票未達4分之1法定門檻，而未獲通過。當晚，地球公民作為全國廢核行動平台參與團體出席記者會，表示終結核四已是社會共識，未來仍將緊盯政府完成核電廠準時除役及積極面對核廢處理。

### 318反服貿與占領國會運動
2013年7月28日，台灣民間團體為抗議馬政府與中國黑箱簽署服貿協議，組成「反黑箱服貿民主陣線」，地球公民基金會加入為成員。
2013年12月19日，地球公民基金會、台灣人權促進會、大高雄總工會、高雄市產業總工會在高雄市舉辦「電光照亮民主路，黑箱服貿要停止」遊行掃街，為台灣第一場反服貿遊行。
2014年3月17日張慶忠以三十秒宣布服貿協議視為完成審查生效，踐踏民主，也激怒了人民，3月18日青年學生與NGO成員衝進立法院，展開了24天的占領行動，太陽花學運爆發。地球公民基金會全程積極參與，執行長李根政在此場學運最高潮330反服貿遊行中擔任主持人，時任台北辦公室主任蔡中岳為主要籌劃者之一。

### 參與興達電廠環評，促成興達電廠大幅減煤
位在高雄永安區的興達發電廠，是南台灣裝置容量最大的火力發電廠，有四座燃煤機組、五座天然氣機組，排放大量的硫氧化物、氮氧化物，為南台灣極大的空氣污染源。
2018年1月，南部空污嚴重，地球公民基金會呼籲高雄市政府削減興達電廠燃煤許可量，第一及第四季削減量應更大，高污染期間除歲修停一座機組外，再停一座燃煤機組，作為空污緊急防制。之後，促成環保局要求興達三、四號燃煤機組於10月～3月減少生煤使用量50%（以2016年用煤量為基準），於12月～2月再停一部燃煤機組。
2018年，台電提出「興達電廠燃氣機組更新改建計畫」，欲興建三座新燃氣機組蓋在興達電廠廠區外東南側的溼地上，待2023年新機組上線後再陸續將燃煤與燃氣機組淘汰，開發面積共81.89公頃。
2019年2月18日，地球公民基金會、高雄市野鳥學會、美濃愛鄉協進會、台灣濕地保護聯盟等團體出席環評會，主張此舉將使濕地損失，興達燃煤一、二號機老舊、空污嚴重，提前於2019年底除役，可空出露天煤倉等空間，在原廠內興建燃氣機組。
環評過程中，經濟部與台電公司未接受民間主張，但調整了新燃氣機組基地規劃、擴大保留濕地面積，同意邀集學術單位、保育團體、關心之地方居民成立生態保育小組，另承諾10月至3月停止運轉兩座燃煤機組，另兩座削減至70%用煤量，在燃氣機組2023年商轉後，一、二號燃煤機組除役，三、四號燃煤機組於備轉容量率低於8%才啟用，並於2025年、2026年除役，5座既有的燃氣機組則將於2026至2027年間除役。
2019年7月17日，本案通過環評委員會審查。

### 促成礦業逐步改革
2013年9月25日，地球公民基金會揭露政府長期放任潤泰蘭崁石礦場在具有水源涵養與國土保安功能的保安林內開發，直指台灣的礦業政策與相關土地法規之間的矛盾與衝突，包含森林法、區域計畫法、礦業法等。此次行動也開啟後續林務局不再核准保安林內新設礦區、研議提高國有林班地採礦的租金，將環境成本之評估納入租金等契機，讓企業承擔部分採礦造成的外部成本。
2014年8月6日，地球公民基金會揭露距離冰河時期孓遺物種台灣水青岡（台灣山毛櫸）棲地只有100公尺的萬達鑛業，恐破壞台灣水青岡自然保護區預定地，凸顯礦業法第三十一條礦業權展限原則核准例外駁回，駁回機關要賠償業者的條文極為不合理，俗稱霸王條款。
2014年8月15日，地球公民基金會與臺灣蠻野心足生態協會合作，揭露位於南投飲用水水質水量保護區、保安林和土石流潛勢溪流等環境敏感區範圍內的北原礦業，在政府護航下違法採礦。
2015年6月11日，北原礦業自行申請減區。其後林務局則已收回林地，此案凸顯採礦行為缺乏健全的把關機制，各級政府在審查過程各有疏失。
2016年8月31日，地球公民基金會揭露位於花蓮的金昌石礦大鑽環評法漏洞，與蠻野心足生態協會合作向環保署提出公民告知書。
2017年1月4日，環保署做出金昌石礦「需做環現差」及停工的行政處分，並於2019年5月判決確定，台泥則於2020年6月宣布停工，補正環現差程序後於同年11月復工。此訴訟結果確立了環評法中「開發許可」的認定方式，也是公民團體據當事人適格的關鍵判決。
2018年，內政部與環保署先後修正採礦相關法規，加上礦業法修法的討論，礦務局開始進行一系列作為，包括建置公開礦業資訊的網頁、檢討近五年毫無產量的礦場等，至今已廢止全台共79個無產量礦場的探採礦業權，面積超過14200公頃。

### 亞泥新城山礦場與礦業法修法
2014年12月14日，地球公民基金會與臺灣蠻野心足生態協會合作舉辦「反亞泥，為捍衛太魯閣而跑」抗議活動，讓抗爭多年的亞洲水泥新城山礦場的問題再次受到關注。目前新城山礦場正在進行地質安全調查，原民會則啟動亞泥礦區土地取得過程的真相調查，展限20年的行政處分也正在訴訟中，訴訟過程則展開礦業權展限是否需實質審查、依原住民族基本法諮商取得部落會議同意的激烈辯論，正待最高法院的判決結果。
2017年，導演齊柏林不幸逝世，生前傳出的亞泥新城山礦場空拍照片，引起社會高度討論，礦業改革的迫切性持續升高。
2017年6月25日，近萬人走上街頭遊行，要求蔡英文政府立刻進行礦業改革。其後，時任行政院長林全拍板確定水泥業礦業需進行政策環評，《礦業法》也總算進入立法院審查。
2019年11月，地球公民基金會選在2020年中華民國總統選舉民主進步黨總統候選人蔡英文全國競選總部成立大會，從自家總部窗外拋下抗議布條，同時播放抗議口號及礦場爆破聲，要求蔡英文政府修改《礦業法》，導致自家臉書粉絲專頁遭民進黨支持者以「退讚」、「退捐款」等留言網路霸凌。
2019年11月18日，李根政在臉書發文警告，希望蔡英文支持者或民進黨支持者不要以中國國民黨為比較對象，「那是讓台灣陷入比爛的惡性循環」；如果台派選民對民進黨的要求太低，「繼續寵壞民進黨的結果，最終將會害死台灣」；期望台派選民在「掃除傾中政黨和候選人」的同時，也應該要有「不被民進黨綁架」的獨立意志。同日，時代力量台北市議員黃郁芬、無黨籍台北市議員邱威傑（呱吉）及民進黨立委候選人賴品妤均在臉書公開聲援地球公民基金會，表示如果當初沒有地球公民基金會的協助，也許就不會發生衝入立法院的太陽花運動；地球公民基金會長期關注人權、主權、民主自由等各種議題，且並非只抗議民進黨等。
2020年3月5日，國立屏東大學社會發展學系副教授邱毓斌說，對蔡英文政府提出抗議的社運團體是希望蔡英文政府能夠更好，請民進黨支持者不要急於對提出抗議的社運團體扣帽子說他們是中國共產黨同路人或國民黨支持者。
2022年11月3日，台灣土地正義行動聯盟創盟理事長陳致曉批評，民進黨養網軍、買媒體，動輒對異議者扣帽子說是「中共同路人」，就像美國冷戰時期的麥卡錫主義；這種「不認同民進黨，就不愛台灣」的邏輯，把台灣拉回戒嚴時期的氛圍，更造成嚴重社會對立，不要說抵抗外力侵擾了，自己國家內部都無法團結。
2023年3月18日，時代力量黨主席王婉諭批評，有些民進黨支持者動輒扣帽子，認為「在中國威脅下談內政問題、強力監督民進黨」就是中共同路人；她真心認為，這種製造內部敵人的行為，是利用抗中保台謀取政治利益，實則傷害台灣。

### 揭露農地違章工廠全貌，終結政府的不作為
2016年11月24日，地球公民基金會召開「違章工廠勿就地合法，工業土地要重新規劃」記者會，要求在農地上疑似70,000家以上違章工廠不可就地合法，並點名六家農地違章工廠廠商，包括世界車燈冠軍的帝寶工業、多次污染河川地的夆昌皮革等。
2016年至2019年間，地球公民基金會開了數十場記者會，針對《工廠管理輔導法》修法提出意見，要求政府落實對農地違章工廠的管理。
2019年6月27日，立法院三讀通過《工廠管理輔導法》修正條文，並未採取全面就地合法，而是讓農地違章工廠至少有20年的落日期限。
2019年10月3日，台中農地違章工廠大火，因為沒有使照建照圖，臺中市政府消防局消防員鋌而走險，鐵皮高溫軟化坍方奪走2位消防員性命，引起台灣社會對違章議題的關注。
2020年3月20日，地球公民基金會透過與g0v零時政府共同開發的「disfactory違章工廠回報系統」，檢舉了600多件農地違章工廠，讓11家農地違建被拆除。2020至2022年之間，地球公民基金會共針對違章工廠召開了五場記者會，攪動了經濟部與內政部對全台農地違章工廠的查處效能。截至2022年4月，讓1,706件農地違章鐵皮屋檢舉案100%查處，皆被勒令停工、斷水斷電或罰款，其中經濟部管轄內就有6家工廠被拆除。也讓20年僅斷水斷電過一件農地違建的內政部，開始每個月斷電10-20家違規使用的廠房。
2021年10月14日，地球公民基金會召開記者會，要求政府運用每年從違章工廠所收取的24億納管輔導金與營運管理金，增聘一線稽查人力，讓原本全台僅有113人的經發單位，從2021年開始，增聘了92人，增加1.8倍人力。
2022年5月，地球公民基金會發布與g0v零時政府共同開發「空拍圖比對計畫-大家來找廠」，和6,000人次公民完成公民網路標註行動，辨識出農地上新增建的違章工廠。

### 爭取改善不拓寬，共創幸福193
民國104年（2015年），花蓮縣政府有意拓寬縣道193號的三棧－光華路段，對三棧－七星潭沿線保安防風林相關生態將造成衝擊，引發多個環保團體不滿而抗爭。

## 爭議

### 從反對第三座天然氣接收站投資計畫到轉為支持
針對興建第三座天然氣接收站投資計畫（簡稱三接）案，原先地公支持保護藻礁。2021年11月，於2021年中華民國全國性公民投票前，地公對三接遷離大潭藻礁海岸與海域公投案改表示不同意。

### 時任蔡姓執行長涉性騷
前地球公民基金會曾姓女研究員於2023年6月7日在Facebook個人檔案上公開發文，表示現任執行長蔡中岳曾對其性騷擾。事件爆發後，有多位女子指控蔡中岳為性騷擾慣犯。
地球公民基金會於同年6月8日中午公開發布聲明表示昨晚已召開臨時董監事會，決議依法規召集性騷擾申訴處理委員會展開調查，並擬由外部專家委員進行獨立調查工作。調查期間決議暫停蔡中岳其行政管理職務，由兩位副執行長暫代之；李董事長及陳主任即起迴避相關會議，靜待調查。另對於曾小姐提到十年前的職場霸凌、不當解雇等情事，地球公民基金會表示在處理所有工作人員的勞務關係後，均依法定程序辦理，並重新審視及檢討當初所做出的處置文件及過程。
蔡中岳在同年6月8日晚上於Facebook個人檔案上公開發文致歉與說明，事後接受記者訪問時表示已於第一時間報告董事會，並主動提出接受調查及靜候調查，在調查期間都會請假而減少對調查程序的影響。但曾小姐對於蔡中岳說詞感到不滿並留言回應痛斥「公然說謊」，並指出時任執行長李根政涉嫌包庇，不少網友對蔡中岳道歉內容表示沒有誠意，要李根政與蔡中岳出來面對。
蔡中岳於同年6月9日向董事會提辭呈，同年6月12日時地球公民基金會宣布解聘蔡中岳並持續調查。
同年12月12日，地球公民基金會於Facebook粉絲專頁公布調查結果，表示因第一起當事人拒絕接受調查、第二起證據不足，故僅第三起性騷擾行為成立；但地公說法不被當事人接受及質疑不公，並回應反擊；蔡中岳則在Facebook個人檔案發文無論調查結果仍會對所有申訴者表達歉意，並表示將會提出再申訴釐清事實。